# Ptychamalia pulverea
Ptychamalia pulverea är en fjärilsart som beskrevs av Butler 1881. Ptychamalia pulverea ingår i släktet Ptychamalia och familjen mätare. Inga underarter finns listade.